# Austrian Open 2006
Austrian Open 2006 — тенісний турнір, що проходив на кортах з твердим покриттям у місті Кіцбюель, Австрія з 24 липня. Належав до категорії ATP International Series Gold, був турніром серії Austrian Open Kitzbühel 2006 року.

## Фінальна частина

### Одиночний розряд
Агустін Кальєрі —  Хуан Ігнасіо Чела 7–6(11–9), 6–2, 6–3

### Парний розряд
Філіпп Кольшрайбер /  Штефан Коубек —  Олівер Марах /  Цирил Сук 6–2, 6–3